# Pilar Colomé
Cineasta, documentalista y creadora española (1970)
Ganadora del Festival de las Americas New York 2014 con su corto documental “Jocelyn y el Coyote”, la historia de una niña migrante. En el 2016 gana fondos del concurso PIXELS Pro con lo que filma en el 2017 su opera prima Largo Documental “De barlovento a sotavento”, que termina en septiembre y recibe invitación a pre estrenarla en el marco del XX aniversario del Museo de Cine de Argentina y del simposio “Cine, Medios y Sociedad” de la asociación Art Kiné. Entre sus obras más representativas se encuentran el documental “El Salvador vale la pena” y “El rostro de la frontera”. Tiene una licenciatura en comunicación y periodismo de la Universidad Jesuita de El Salvador, especialización e Postproducción del Centro de Capacitación de Cine de México (CCC), especialización en videos educativos de la Secretaría de Educación Pública de México. Cuenta con más de 17 años de experiencia en la dirección, producción y postproducción de documentales, videos sociales y cortos de ficción tanto en El Salvador, como en Guatemala y México. Además es catedrática y diseñadora de programas educativos para jóvenes en riesgo y ha sido activista de cine.

## Filmografía

### Ficción
- Largometraje     Detectives por Error Cargo: Cámara de 2da. Unidad País: Guatemala
- Cortometraje     “Polvo en el Viento” Cargo: Postproductora Formato: Cine Panasonic 35mm     País: México

### Documental

#### 2016- 2018
“De barlovento a sotavento” Proyecto: Vela, transformando vidas a través del viento. Duración: 90 min. Ganador Fondos Pixels 2016

#### 2015
- Largometraje  “El Salvador vale la pena” Cliente: Unión Europea y Viceministerio para Salvadoreños en el Exterior. Dirección, Postproducción

#### 2012-2018
Holón Films
Serie de cortos  animados y experimentales “Piscuchas…cometas y barriletes”
- Capítulo 1. “Jocelyn y el Coyote”, la historia de una niña migrante”. Ganador Mejor Documental “The Americas Film Festival of New York 2014”. Recorrido de festivales: CortoCircuito de la Universidad de New York 2013, Festival DocsDF 2013, Festival Periódico ABC (España), Contra el silencio todas las Voces, México, Muestra de Cine de Centro e Iberoamérica Nicaragua 2013, Mención honorífica Festival ICARO de Centroamérica, BIFF, Bahamas Film Festival, participante en la videoteca de industria del Festival Internacional de Cine de Guadalajara. Duración: 8 min.  Formato: Animación 2D. Dirección, edición, mezcla de audios.
- Capítulo 2. “Error Involuntario”, 3 festivales en su primer año de producción.

#### 2011
- “El Salvador desde el instante de la Concepción” Duración: 90 min. Festival Icaro 2011 Producción
- “El rostro de la frontera” Documental sobre las problemáticas de las poblaciones transfronterizas de Guatemala-Honduras-El Salvador  Cliente: Mancomunidad Transfronteriza Río Lempa. Duración: 15 min. Formato: H. Dirección, Edición, Cámara, Mezcla de Audios
- “El veneno está en su mesa” Documental sobre el uso indebido de los agroquímicos. Duración: 15 min. Formato HD Cliente: Mancomunidad Transfronteriza Río Lempa. Dirección de Fotografía
- “Ernesto, entre la confusión y la transformación”. Duración: 70 min. Ganador de beca Ibermedia para desarrollo de guion y de taller iberomaericano de carpetas SEGIB. Dirección
- “EL ESPEJO ROTO”  Marcela Zamora (directora)  Género: largometraje documental sobre infancia y violencia en El Salvador. Cámara y producción de campo: María Cilleros. Cámara, traducción y subtítulos: Pilar Colomé

#### 2016
- Audiovisual de Sistematización Programa “Protegiendo a NNA de la violencia sexual en línea”. Cliente: UNICEF
- Audiovisuales para el movimiento “Una Promesa Renovada para las Américas” en defensa de las inequidades de los servicios de salud, especialmente la problemática de los embarazos en las adolescentes y la problemática de falta de identidad. CIiente: UNICEF-El Salvador.
- Audiovisual “Programa de reinserción Escolar”. Cliente: UNFPA
- Consultoría de Sistematización “ Programa BA1 Prevención de las violencias contra la mujer”.
- “Niñas, niños y adolescentes de 40 centros escolares de San Marcos, Santa Tecla y Mejicanos, protegiéndose de la violencia de género”. Género: Sistematización del programa . Productos: Audiovisual de sistematización. Duración: 13 min. Formato: HD. Memoria Fotográfica. Publicación de 25 págs. / Memoria de labores. Dirección, Guion, edición, mezcla de audios, animaciones.

#### 2013
- “Si estás pensando en migrar, el primer paso es informarte”. Ministerio Relaciones Exteriores, UNFPA- Fundación Ford. Audiovisual de sistematización  Duración: 10 min. Formato: HD. Dirección, Guion, Edición, Mezcla de Audios
- “Día Internacional de la Niña" Género: Audiovisual Advocacy. Unicef. Duración: 12 min. Formato: HD. Dirección, Guion, edición, Mezcla de Audios, Animación 2D.

#### 2012
- “Ciudad Mujer”. BID.Género: Audiovisual promocional con tratamiento documental. Duración: 7 min. F formato: Cine Alta. Dirección, Guion, Edición
- Documental sobre el uso excesivo de agroquímicos . Mancomunidad Trinacional fronteriza Río Lempa. Género: Audiovisual informativo-instructivo, tratamiento documental Duración. 13 min. Formato: HD. Dirección
- Programa de Objetivos del Milenio Coordinado por UNFPA, entre otras organizaciones. Género: Videoclip para la campaña “Yo decido vivir en paz” . Duración: 1min. Formato: HD. Dirección
- Documental sobre la problemática del trabajo infantil de los niños curileros en El Salvador.Telesur. Duración: 30 min. Formato: HD
- Documental problemática madres de hijos migrantes desaparecidos  Duración: 30 min. Formato: HD. Producción de Campo
- Concertación feminista “Prudencia Ayala”. Producto final: documento de estrategia de campaña; realización de 3 spots radio y TV.

### Artículos
- http://www.elsalvador.com/entretenimiento/cine-y-tv/409136/conoce-todo-sobre-la-pelicula-salvadorena-de-barlovento-a-sotavento/
- https://docucaribe.com/2015/08/25/entrevista-a-pilar-colome/
- http://www.elsalvador.com/entretenimiento/cine-y-tv/410706/pilar-colome-supo-a-los-15-anos-que-queria-ser-cineasta/
- https://www.ecured.cu/Pilar_Colom%C3%A9
- https://elfaro.net/es/201210/el_agora/9841/El-panorama-en-El-Salvador-no-se-pinta-f%C3%A1cil-pero-tampoco-es-imposible-seguir-creciendo.htm
- http://ascineelsalvador.blogspot.com/2012/02/sin-tener-una-asociacion-de-cine-fuerte.html
- http://ascineelsalvador.blogspot.com/2012/02/sin-tener-una-asociacion-de-cine-fuerte.html
- https://www.ccny.cuny.edu/news/taffny-post-event
- https://www.ficg.mx/filmmarket28/cortometrajes/appfiles/assets/basic-html/page230.html

- http://www.elfaro.net/es/201210/el_agora/9838/El-estado-de-la-cuesti%C3%B3n-audiovisual-en-El-Salvador-seg%C3%BAn-el-%C3%8Dcaro.htm?st-full_text=all&tpl=11
- http://embajadasv.laprensagrafica.com/cancilleria-presenta-documental-barlovento-sotavento-la-salvadorena-pilar-colome/
- http://lasamericasnews.com/index.php/es/espectaculos-es/11449-conoce-todo-sobre-la-pelicula-salvadorena-de-barlovento-a-sotavento

- http://www.elsalvador.com/entretenimiento/154291/lanzan-filme-que-resalta-lo-positivo-del-pais/
- http://www.contrapunto.com.sv/archivo2016/breves-informativas/lanzaran-documental-para-desacelerar-migracion-irregular
- http://www.migration4development.org/fr/node/45443
- http://latinoworldradio.com/noticias/lanzan-filme-que-resalta-lo-positivo-de-el-salvador/
- http://www.adelmorazan.org/index.php/novedades/noticias/171-documental-qel-salvador-vale-la-penaq.html

### Programaciones
- http://www.cinetecanacional.net/php/detallePelicula.php?clv=12356
- http://cinemateca.gob.ni/docsdf-anuncio-la-seleccion-de-su-octava-edicion/
- https://www.facebook.com/BIFF242/posts/136279029857119
- https://askhelmut.com/events/2016-05-01-16-00-lakino-2015
- http://fibabc.abc.es/videos/jocelyn-coyote-3641.html
- http://agenda.obrasocial.lacaixa.es/documents/10180/182034/Ventanas+al+Mundo+Palma+2015+2a+programaci%C3%B3n.pdf+%23704776695/093842f9-fb84-4fbb-a561-5eb20847a411;jsessionid=8CC9D04CA267044D3760D76A21352364?version=1.0
- http://www.ccplm.cl/sitio/eventos/festival-de-cine-iberoamericano-el-cuarto-de-los-huesos-jocelyn-y-el-coyote/
- http://ccet-aecid.hn/categoria/top-musica/rhc-upcoming-events/0/page/17/
- http://www.pucv.cl/uuaa/ceapucv/noticias/cea-sera-parte-de-la-10-muestra-de-cine-iberoamericano/2016-06-06/184729.html
- http://www.elsalvador.org/index.php/component/k2/item/5446-el-salvador-participara-en-la-10-muestra-de-cine-iberoamericano-en-chile
- http://aso-occine.blogspot.com/
- http://www.museoancud.cl/sitio/Contenido/Cartelera/73125:Ciclo-de-cine-Todos-somos-inmigrantes
- http://elreporterosf.com/cuban-singer-pablo-milanes-hospitalized-for-food-poisoning/
- http://leedor.com/2017/08/31/setiembre-preestrenos-en-el-museo-del-cine/
- http://art-kine.org/wp-content/uploads/2016/02/News-Abril-2017.pdf
- http://www.palabras.com.ar/notas/viernes-8-de-septiembre/

- Datos: Q51883438